# Marco Salvi
Marco Salvi (ur. 4 kwietnia 1954 w Sansepolcro) – włoski duchowny katolicki, biskup pomocniczy Perugii w latach 2019–2022, biskup Civita Castellana od 2023.

## Życiorys

### Prezbiterat
Święcenia kapłańskie otrzymał 28 maja 1983 i został inkardynowany do diecezji Sansepolcro (w 1986 złączonej z sąsiednimi diecezjami w diecezję Arezzo-Cortona-Sansepolcro). Pracował głównie jako duszpasterz parafialny, był też m.in. przewodniczącym diecezjalnego instytutu dla utrzymania duchowieństwa i koordynatorem ruchów duszpasterskich.

### Episkopat
15 lutego 2019 papież Franciszek mianował go biskupem pomocniczym archidiecezji Perugia-Città della Pieve, ze stolicą tytularną Termae Himerae. Sakry udzielił mu 31 marca 2019 kardynał Gualtiero Bassetti.
11 listopada 2022 papież Franciszek mianował go biskupem Civita Castellana.